# Marokkó az 1992. évi nyári olimpiai játékokon
Marokkó a spanyolországi Barcelonában megrendezett 1992. évi nyári olimpiai játékok egyik részt vevő nemzete volt. Az országot az olimpián 7 sportágban 44 sportoló képviselte, akik összesen 3 érmet szereztek.

## Érmesek
| Érem  | Versenyző       | Sportág   | Versenyszám    |
| ----- | --------------- | --------- | -------------- |
| Arany | Khalid Skah     | Atlétika  | Férfi 10 000 m |
| Ezüst | Rachid El-Basir | Atlétika  | Férfi 1500 m   |
| Bronz | Mohamed Achik   | Ökölvívás | Harmatsúly     |

## Asztalitenisz
Férfi
| Versenyző         | Versenyszám | Csoportkör                                                                                        | Csoportkör | Nyolcaddöntő      | Negyeddöntő       | Elődöntő          | Döntő             | Helyezés |
| Versenyző         | Versenyszám | Ellenfél Eredmény                                                                                 | Hely.      | Ellenfél Eredmény | Ellenfél Eredmény | Ellenfél Eredmény | Ellenfél Eredmény | Helyezés |
| ----------------- | ----------- | ------------------------------------------------------------------------------------------------- | ---------- | ----------------- | ----------------- | ----------------- | ----------------- | -------- |
| Abdelhadi Legdali | Egyes       | H csoport · Kim Thekszu (Kim Taek-Su) (KOR) · 0-2 · Kamles Mehta (IND) · 1-2 · Lü Lin (CHN) · 0-2 | 4.         | kiesett           | kiesett           | kiesett           | kiesett           | 49.      |

## Atlétika
Férfi
| Versenyző                                                                   | Versenyszám     | Előfutam         | Előfutam         | Előfutam         | Negyeddöntő | Negyeddöntő | Negyeddöntő | Elődöntő | Elődöntő | Elődöntő | Döntő         | Döntő         |
| Versenyző                                                                   | Versenyszám     | Idő              | Hely.            | Össz.            | Idő         | Hely.       | Össz.       | Idő      | Hely.    | Össz.    | Idő           | Helyezés      |
| --------------------------------------------------------------------------- | --------------- | ---------------- | ---------------- | ---------------- | ----------- | ----------- | ----------- | -------- | -------- | -------- | ------------- | ------------- |
| Lahlou Ben Younès                                                           | 400 m           | 45,73            | 2.               | 12.              | 45,38       | 4.          | 13.         | 45,49    | 6.       | 11.      | kiesett       | kiesett       |
| El-Mahjoub Haïda                                                            | 800 m           | 1:48,72          | 4.               | 31.              |             |             |             | kiesett  | kiesett  | kiesett  | kiesett       | kiesett       |
| Szaíd Avíta                                                                 | 1500 m          | nem állt rajthoz | nem állt rajthoz | nem állt rajthoz |             |             |             | kiesett  | kiesett  | kiesett  | kiesett       | kiesett       |
| Rachid El-Basir                                                             | 1500 m          | 3:38,01          | 4.               | 11.              |             |             |             | 3:39,26  | 2.       | 13.      | 3:40,62       |               |
| Brahim Boutaib                                                              | 5000 m          | 13:37,27         | 3.               | 17.              |             |             |             |          |          |          | 13:13,27      | 4.            |
| Mohamed Issangar                                                            | 5000 m          | 13:22,98         | 3.               | 3.               |             |             |             |          |          |          | 13:28,97      | 9.            |
| Hammou Boutayeb                                                             | 10 000 m        | 28:25,73         | 4.               | 15.              |             |             |             |          |          |          | nem ért célba | nem ért célba |
| Khalid Skah                                                                 | 10 000 m        | 28:18,48         | 6.               | 6.               |             |             |             |          |          |          | 27:46,70      |               |
| El-Arbi Khattabi                                                            | 3000 m akadály  | 8:28,50          | 6.               | 11.              |             |             |             | 8:27,00  | 6.       | 11.      | 8:23,82       | 10.           |
| Abdel Aziz Sahère                                                           | 3000 m akadály  | nem állt rajthoz | nem állt rajthoz | nem állt rajthoz |             |             |             | kiesett  | kiesett  | kiesett  | kiesett       | kiesett       |
| Salah Qoqaïche                                                              | Maraton         |                  |                  |                  |             |             |             |          |          |          | 2:14:25       | 6.            |
| Abdel Ali Kasbane Abdel Ghani Guériguer Bouchaib Bel Kaïd Lahlou Ben Younès | 4 × 400 m váltó | 3:02,28          | 3.               | 10.              |             |             |             |          |          |          | kiesett       | kiesett       |

Női
| Versenyző    | Versenyszám | Előfutam | Előfutam | Előfutam | Elődöntő | Elődöntő | Elődöntő | Döntő   | Döntő    |
| Versenyző    | Versenyszám | Idő      | Hely.    | Össz.    | Idő      | Hely.    | Össz.    | Idő     | Helyezés |
| ------------ | ----------- | -------- | -------- | -------- | -------- | -------- | -------- | ------- | -------- |
| Nezha Bidván | 400 m gát   | 55,95    | 4.       | 13.      | 55,08    | 5.       | 11.      | kiesett | kiesett  |

## Birkózás
Kötöttfogású
| Versenyző            | Versenyszám | Csoportkör                                                                                        | Csoportkör | Helyosztók                       | Helyosztók        | Helyosztók        | Bronz- mérkőzés   | Döntő             | Helyezés    |
| Versenyző            | Versenyszám | Csoportkör                                                                                        | Csoportkör | 9. helyért                       | 7. helyért        | 5. helyért        | Bronz- mérkőzés   | Döntő             | Helyezés    |
| Versenyző            | Versenyszám | Ellenfél Eredmény                                                                                 | Hely.      | Ellenfél Eredmény                | Ellenfél Eredmény | Ellenfél Eredmény | Ellenfél Eredmény | Ellenfél Eredmény | Helyezés    |
| -------------------- | ----------- | ------------------------------------------------------------------------------------------------- | ---------- | -------------------------------- | ----------------- | ----------------- | ----------------- | ----------------- | ----------- |
| Abdel Malek El-Aouad | 48 kg       | A csoport · Óhasi Maszanori (JPN) · 0-15 · Iliuţă Dăscălescu (ROU) · 0-6 (kétvállas)              | 10.        | kiesett                          | kiesett           | kiesett           | kiesett           | kiesett           | helyezetlen |
| Saïd Tango           | 52 kg       | B csoport · Shawn Sheldon (USA) · 0-7 · Ramón Meña (PAN) · 2-5                                    | 5.         | Raúl Martínez (CUB) · 0-15       |                   |                   |                   |                   | 10.         |
| Abderrahman Naanaa   | 57 kg       | B csoport · Keijo Pehkonen (FIN) · 0-4 · Armando Fernández (MEX) · 4-1 · Marian Sandu (ROU) · 0-9 | 5.         | Sike András (HUN) · visszalépett |                   |                   |                   |                   | 9.          |
| Rachid Khdar         | 62 kg       | A csoport · Buddy Lee (USA) · 0-17 · Hugo Dietsche (SUI) · 1-10 (kétvállas)                       | 7.         | kiesett                          | kiesett           | kiesett           | kiesett           | kiesett           | helyezetlen |

## Labdarúgás
| Marokkói férfi labdarúgócsapat-játékoskeret                                                                                       | Marokkói férfi labdarúgócsapat-játékoskeret |
| --- | --- |
| - Lahcen Abrami - Mustapha Achab - Hussain Ammouta - Aziz Azim - Rashid Azzouzi - Ahmed Bahja - Mouhcine Bouhlal - Youssef Chippo | - Hicham Dmiai - Mohamed El-Badrioui - Abdel Krim El-Hadrioui - Mouloud Moudakkar - Núr ed-Dín Najbet - Khalid Raghib - Saïd Rokbi - Mohamed Aziz Samadi - Szövetségi kapitány: Werner Olk |

### Eredmények
Csoportkör
C csoport
| Csapat           | M | Gy | D | V | Rg | Kg | Gk | P |
| ---------------- | - | -- | - | - | -- | -- | -- | - |
| Svédország (SWE) | 3 | 1  | 2 | 0 | 5  | 1  | +4 | 4 |
| Paraguay (PAR)   | 3 | 1  | 2 | 0 | 3  | 1  | +2 | 4 |
| Dél-Korea (KOR)  | 3 | 0  | 3 | 0 | 2  | 2  | 0  | 3 |
| Marokkó (MAR)    | 3 | 0  | 1 | 2 | 2  | 8  | –6 | 1 |

| 1992. július 26. 21:00 |

| Marokkó (MAR) | 1–1               | Dél-Korea (KOR)                        |
| ------------- | ----------------- | -------------------------------------- |
| Bahja 64'     | (0–0) Jegyzőkönyv | Csong Gvangszok (Jeong Gwang-Seok) 73' |

| Estadio Luis Casanova, Valencia Nézőszám: 2 000 Játékvezető: Angeles (amerikai) |

| 1992. július 28. 19:00 |

| Svédország (SWE)                    | 4–0               | Marokkó (MAR)   |
| ----------------------------------- | ----------------- | --------------- |
| Brolin 14' 69' Mild 20' Rödlund 57' | (2–0) Jegyzőkönyv | El-Badrioui 63′ |

| Estadio Nova Creu Alta, Sabadell Nézőszám: 5 000 Játékvezető: Torres Cadena (kolumbiai) |

| 1992. július 30. 21:00 |

| Paraguay (PAR)                     | 3–1               | Marokkó (MAR) |
| ---------------------------------- | ----------------- | ------------- |
| Arce 43' Caballero 57' Gamarra 70' | (1–0) Jegyzőkönyv | Najbet 87'    |

| Estadio Luis Casanova, Valencia Nézőszám: 2 000 Játékvezető: Merk (német) |

| Csapat        | Helyezés |
| ------------- | -------- |
| Marokkó (MAR) | 15.      |

## Ökölvívás
| Versenyző        | Versenyszám     | Selejtező                   | Nyolcaddöntő                | Negyeddöntő                 | Elődöntő                          | Döntő             | Helyezés |
| Versenyző        | Versenyszám     | Ellenfél Eredmény           | Ellenfél Eredmény           | Ellenfél Eredmény           | Ellenfél Eredmény                 | Ellenfél Eredmény | Helyezés |
| ---------------- | --------------- | --------------------------- | --------------------------- | --------------------------- | --------------------------------- | ----------------- | -------- |
| Mohamed Zbir     | Papírsúly       | Jan Quast (GER) · 0-6       | kiesett                     | kiesett                     | kiesett                           | kiesett           | 17.      |
| Hamid Berhili    | Légsúly         | Jesper Jensen (DEN) · 4-10  | kiesett                     | kiesett                     | kiesett                           | kiesett           | 17.      |
| Mohamed Achik    | Harmatsúly      | Dieter Berg (GER) · 3-0     | Slimane Zengli (ALG) · 12-8 | Remigio Molina (ARG) · 15-5 | Joel Casamayor (CUB) · leléptetés | kiesett           |          |
| Kamal Marjouane  | Könnyűsúly      | Julien Lorcy (FRA) · 7-11   | kiesett                     | kiesett                     | kiesett                           | kiesett           | 17.      |
| Abdellah Taouane | Váltósúly       | Jeon Jin-Cheol (KOR) · 1-5  | kiesett                     | kiesett                     | kiesett                           | kiesett           | 17.      |
| Mohamed Mesbahi  | Nagyváltósúly   | Rival Cadeau (SEY) · 3-5    | kiesett                     | kiesett                     | kiesett                           | kiesett           | 17.      |
| Ahmed Sarir      | Szupernehézsúly | Wilhelm Fischer (GER) · RSC | kiesett                     | kiesett                     | kiesett                           | kiesett           | 16.      |

RSC - a játékvezető megállította a mérkőzést

## Súlyemelés
| Versenyző       | Versenyszám | Szakítás | Szakítás | Lökés    | Lökés    | Összesen | Helyezés |
| Versenyző       | Versenyszám | Eredmény | Helyezés | Eredmény | Helyezés | Összesen | Helyezés |
| --------------- | ----------- | -------- | -------- | -------- | -------- | -------- | -------- |
| Mohamed Meziane | 67,5 kg     | 115,0    | 16.      | 150,0    | 15.      | 265,0    | 15.      |

## Tenisz
Férfi
| Versenyző                    | Versenyszám | 64-es főtábla                               | 32-es főtábla                                                   | Nyolcaddöntő      | Negyeddöntő       | Elődöntő          | Döntő             | Helyezés    |
| Versenyző                    | Versenyszám | Ellenfél Eredmény                           | Ellenfél Eredmény                                               | Ellenfél Eredmény | Ellenfél Eredmény | Ellenfél Eredmény | Ellenfél Eredmény | Helyezés    |
| ---------------------------- | ----------- | ------------------------------------------- | --------------------------------------------------------------- | ----------------- | ----------------- | ----------------- | ----------------- | ----------- |
| Karim Alami                  | Egyes       | Marc Rosset (SUI) · 2-6, 6-4, 1-2 (feladta) | kiesett                                                         | kiesett           | kiesett           | kiesett           | kiesett           | 33.         |
| Júnesz el-Ajnávi             | Egyes       | Christopher Wilkinson (GBR) · 6-4, 6-1, 7-5 | Boris Becker (GER) · 4-6, 7-5, 4-6, 0-6                         | kiesett           | kiesett           | kiesett           | kiesett           | 17.         |
| Karim Alami Júnesz el-Ajnávi | Páros       |                                             | Németország (GER) · Boris Becker · Michael Stich · visszaléptek | kiesett           | kiesett           | kiesett           | kiesett           | helyezetlen |